# Новый Кумазан
Новый Кумазан — село в Мамадышском районе Татарстана. Административный центр Куюк-Ерыксинского сельского поселения.

## География
Находится в центральной части Татарстана на расстоянии приблизительно 12 км на север по прямой от районного центра города Мамадыш у речки Кумазанка.

## История
Известно с 1710-1711 годов. В начале XX века уже была мечеть. Относится к числу населенных пунктов, где проживают кряшены.
В «Списке населенных мест по сведениям 1859 года», изданном в 1866 году, населённый пункт упомянут как казённая деревня Новый Кумызан 2-го стана Мамадышского уезда Казанской губернии. Располагалась при озере Карасьем, по правую сторону Кукморского торгового тракта, в 16 верстах от уездного города Мамадыша и в 26 верстах от становой квартиры в казённой деревне Ахманова (Ишкеево). В деревне, в 100 дворах жили 544 человека (261 мужчина и 283 женщины), была мечеть.

## Население
Постоянных жителей было: в 1782 году - 111 душ мужского пола, в 1859 - 513, в 1897 - 856, в 1908 - 1098, в 1920 - 1043, в 1926 - 1088, в 1938 - 1039, в 1949 - 788, в 1958 - 627, в 1970 - 780, в 1979 - 688, в 1989 - 503, в 2002 году 485 (татары 100%), в 2010 году 443.